# (34265) 2000 QC125
2000 QC125 (asteroide 34265) é um asteroide da cintura principal. Possui uma excentricidade de 0.17087380 e uma inclinação de 6.74217º.
Este asteroide foi descoberto no dia 29 de agosto de 2000 por LINEAR em Socorro.